# Section One
Section One is een geheime anti-terroristische organisatie in de televisieserie La Femme Nikita. Aan het hoofd staan Operations en Madeline. De belangrijkste Sectionagenten zijn Nikita, Michael, Walter en Birkoff. Section One bevindt zich aanvankelijk onder de grond in Parijs. De nieuwe locatie is onbekend.

## Geschiedenis van Section One
Het concept van de Sections wordt in de jaren 50 van de twintigste eeuw door een vrouw genaamd Adrian voorgesteld aan een hoge NAVO-ambtenaar met de codenaam "Mr. Jones". Er worden acht Sections opgericht waarvan Section One de belangrijkste is. Adrian staat aanvankelijk aan het hoofd van Section One. Haar functie heeft de benaming "operations". In 1975 wordt ze afgezet en opgevolgd door Vietnamveteraan en Sectionagent Paul L. Wolve. Sinds 1983 wordt hij vergezeld door Madeline. Hij blijft aan het hoofd van Section One tot 2001. In dat jaar sterft hij tijdens een poging om Adam, de zoon van Sectionagent Michael, te redden. Het gezag over Section One wordt daarna door Mr. Jones aan Nikita overhandigd. Mr. Jones blijkt Nikita's  vader te zijn.

## Organisatiestructuur
Section One valt samen met de andere acht Sections onder het zogenaamde "Center", een geheime denktank die geleid wordt door Mr. Jones. Het is de bedoeling dat de Sections het beleid uitvoeren wat door Center is bedacht. Center heeft een speciaal orgaan, genaamd "Oversight", dat belast is met het toezicht op de Sections. De leiding van dit orgaan was in handen van George, een voormalige Mi6-agent. George is wegens verraad uit zijn positie ontheven. Zijn opvolger is onbekend.